# Scope Group
Scope Group — рейтингове агентство, що займається дослідженнями та аналізом ризиків для усіх груп активів зі штаб-квартирою у м. Берліні.
Компанія була заснована як європейська альтернатива американським агентствам Moody's, Standard & Poor's і Fitch.

## Про компанію
Компанія Scope була заснована в 2002 році Флоріаном Шоллером у Берліні. Її співвласниками зараз є близько 70 акціонерів, включаючи й самого засновника. До числа акціонерів сьогодні належать також Стефан Квандт, Манфред Генц, Герман Сімон та інституційні інвестори, такі як німецькі страховики HDI, Signal Iduna, SV SparkassenVersicherung, Swiss Mobiliar Insurance Company, австрійський B&C Industrieholding та люксембурзький Foyer Assurances Insurance. RAG Foundation, один з найбільших фондів Німеччини, бере участь у Scope з 2019 року.
Окрім штаб-квартири в Берліні, Scope має філії у Франкфурті, Гамбурзі, Лондоні, Мадриді, Мілані, Осло та Парижі. Всього в компанії працює близько 250 осіб.
У співпраці з газетою Handelsblatt Scope Group один раз на рік вручає нагороди «Scope Awards». Їх отримують компанії, які Scope Group визнає кращими постачальниками фондових продуктів та послуг у німецькомовних країнах.
З 1 серпня 2016 року компанія Scope взяла під контроль рейтинговий підрозділ Feri Group , а з 1 січня 2021 року — Euler Hermes Rating GmbH від Euler Hermes.

## Основні напрямки діяльності
Діяльність Scope Group розділена на чотири сфери:
- Scope Ratings — сектор, що пропонує послуги в області аналізу кредитних ризиків, сприяє збільшенню кількості та якості автентичної інформації для інституційних інвесторів. Scope Ratings — це рейтингове агентство, зареєстроване відповідно до Регламенту ЄС про рейтинги, зі статусом «Незалежна установа оцінки кредитів» (англ. External Credit Assessment Institution (ECAI))[2]. Зазвичай аналогічні рейтинги формуються американськими агентствами Moody's, Standard & Poor's та Fitch, які домінують у світовому рейтинговому бізнесі з часткою ринку понад 90 відсотків;
- Scope ESG Analysis — проводить аналіз впливу на ESG (англ. Environmental, social and corporate governance) на базі кількісної макроекономічної моделі. Крім того, Scope пропонує «Думку сторонніх організацій» (англ. Second Party Opinions) для емітентів зелених облігацій, соціальних облігацій та облігацій сталого розвитку;
- Scope Fund Analysis — спеціалізується на аналізі, оцінці і формуванні рейтингів пайових інвестиційних фондів та альтернативних інвестиційних фондів, а також компаній з управління активами та емітентів сертифікатів; Scope Fund Analysis — пропонує послуги в галузі аналізу ризиків і доходності та постійного моніторингу ризиків;
- Scope Investor Services — підтримує інвесторів у виборі менеджерів і фондів, а також розробляє портфельні стратегії для непрямих інвестицій.